# Lichtenstein-Operation
Die Lichtenstein-Operation ist eine vom amerikanischen Chirurgen Irving L. Lichtenstein entwickelte Methode zum Beheben eines Leistenbruchs.

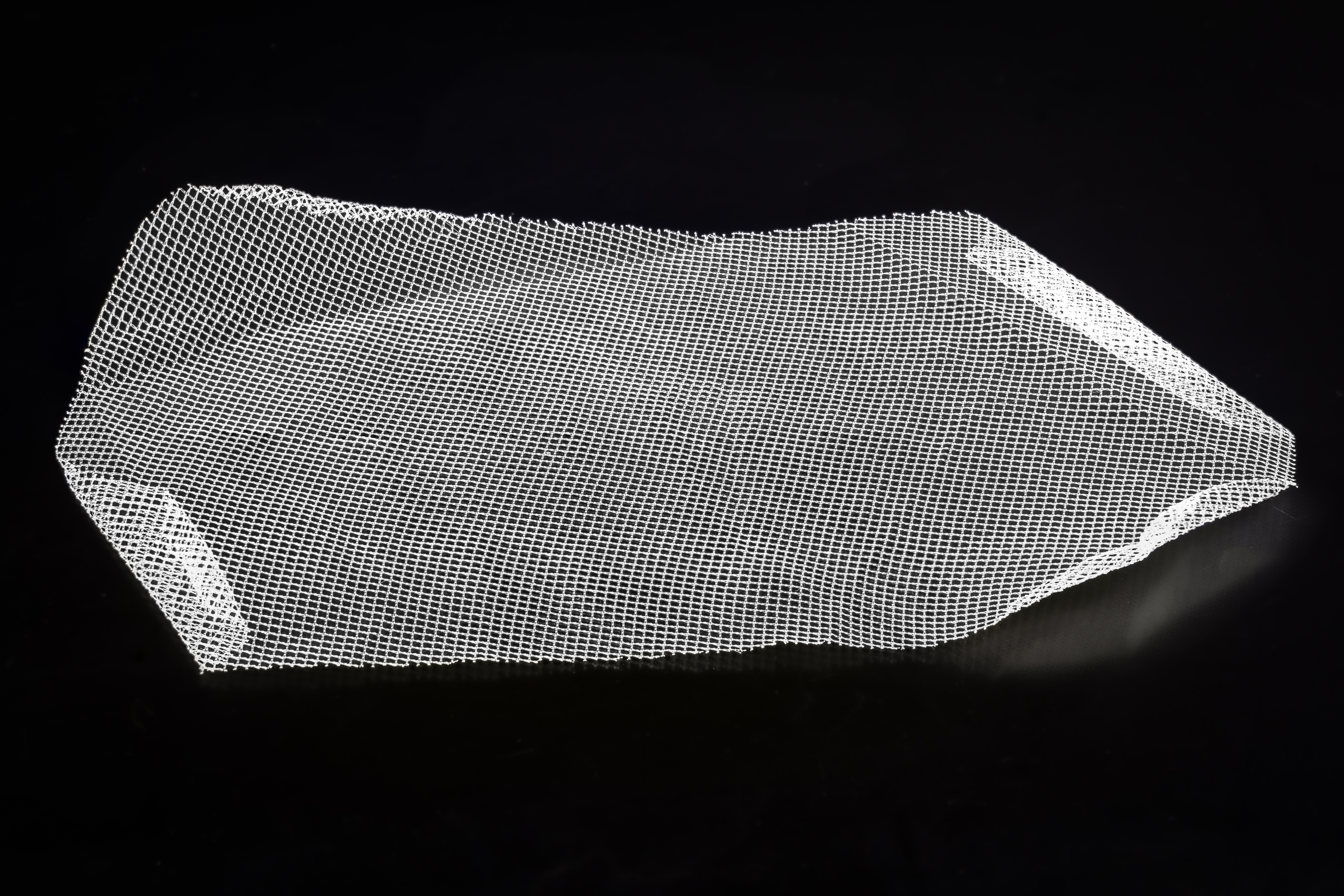
Herniennetz zur Herniotomie, aus titanbeschichtetem Polypropylen, monofil, nicht resorbierbar. Maßeː 10 × 15 cm², 16 g/m², 1 mm Porenweite.

Dazu wird ein Kunststoffnetz – zumeist aus Polypropylen – als Verstärkung der geschwächten Bauchdecken eingelegt.
1. Zuerst wird nach einem Hautschnitt die oberste Schicht der Bauchdeckenmuskulatur (Musculus obliquus externus abdominis) eröffnet. Hierdurch stellt sich dann der eigentliche Leistenkanal dar. Dann werden die Samenstranggebilde (beim Mann sind dies Samenleiter, den Hoden versorgende Blutgefäße, der Nervus ilioinguinalis und schließlich ein Muskelrest) identifiziert und mittels eines Gummibandes vorsichtig beiseite gehalten. Dann kann der eigentliche Bruchtyp – nämlich die direkt durch die inneren Bauchdecken hindurchragende direkte Leistenhernie oder aber die den Umweg über den inneren Leistenring nehmende indirekte Leistenhernie – identifiziert werden.
2. Je nach Bruchtyp entscheidet sich dann das weitere Vorgehen. Bei der direkten Leistenhernie kann diese meist direkt wieder in den Bauchraum zurückverlegt werden. Bei der indirekten Leistenhernie muss dann der sogenannte Bruchsack von den zuvor erwähnten Samenstranggebilden separiert und eröffnet werden. Meist stellt sich auch dann im Bruchsack kein eigentlicher Darm, sondern Fettgewebe dar. Sollte doch Darm im Bruchsack vorliegen, muss dieser Darm auf Strangulationen inspiziert und nur in sehr seltenen Fällen teils entfernt werden. Der Bruchsack wird dann an der Basis verschlossen und nach Entfernen überschüssiger Anteile des Bruchsackes wieder im Bauchraum versenkt.
3. Obligat ist schließlich die Verstärkung der zu schwachen inneren Bauchdecke durch Aufnähen eines die Hinterwand des Leistenkanales verstärkenden Kunststoffnetzes in Form eines Mesh. Erst dieses Einbringen des Mesh definiert diese Art der Leistenhernienoperation als sogenannte Lichtenstein-Operation. Das Verfahren wurde Ende der 1980er Jahre populär.

Das Besondere bei der Lichtenstein-OP ist der Einbringungsort eines Kunststoffnetzes zwischen inneren und äußeren Bauchmuskel bzw. Faszie, im Gegensatz zur Stoppa-Operation, bei der das Netz zwischen Peritoneum und innerer Bauchdecke zu liegen kommt. Diese intermuskuläre Lage ermöglicht eine technisch einfachere Entfernung bei Abstoßung oder Entzündung.
Das Einbringen von Kunststoff-Grafts in den menschlichen Organismus sollte wohl überlegt sein. Risiko und Nutzen sind abzuwägen.
Pro:
- kürzere Operation gegenüber anderen Plastiken
- frühere Belastbarkeit
- stabile Versorgung der Bauchdecken

Kontra:
- Fremdkörper im Leib
- Risiko: Verrutschen des Kunststoffnetzes
- Risiko: Abstoßungsreaktion, die ein unübersichtliches Operationsfeld für eine Reoperation hinterlässt
- Risiko: Infektion des Netzes, wodurch es schlimmstenfalls zur Nekrose der ganzen Bauchdecke kommen kann